# Céline Seigneur
Pour les articles homonymes, voir Seigneur (homonymie).
Céline Seigneur, née le 7 mai 1975 à Strasbourg, est une escrimeuse française maniant le fleuret.
Elle remporte aux Championnats du monde d'escrime 2005 la médaille de bronze par équipes.